# 火の鳥 (渡辺典子の曲)
「火の鳥」（ひのとり）は、渡辺典子の7枚目のシングル。1986年11月1日にCBS・ソニー（現：ソニー・ミュージックレーベルズ）から発売された。

## 概要
表題曲は、手塚治虫の漫画作品『火の鳥』を原作とする劇場版アニメ『火の鳥 鳳凰編』（1986年公開）の主題歌である。

## 収録曲
1. 火の鳥（映画『火の鳥 鳳凰編』主題歌、コナミ ファミリーコンピュータ用ゲームカセット『火の鳥 鳳凰編 我王の冒険』CMソング）
作詞：阿久悠／作曲：宮下富実夫／編曲：瀬尾一三
2. 涙で答えて　（東鳩「ハーベスト」CMソング）
作詞：川村真澄／作曲：タケカワユキヒデ／編曲：中村哲

## 収録作品
- 『火の鳥 オリジナル・サウンド・トラック』 （#9）　規格番号：32DH579
- 『角川アニメ スーパーベスト』 （#10）規格番号：CPC8-3054
- 『渡辺典子 ベスト』 （#13）　規格番号：COCP-33036